# Antônio Augusto Cançado Trindade
Antônio Augusto Cançado Trindade (17 septembre 1947 – 29 mai 2022) est un juriste brésilien et juge international. Il est nommé juge à la Cour internationale de Justice (CIJ) à compter du 6 février 2009. Il est réélu à la Cour en décembre 2017 et prend ses fonctions pour un deuxième mandat le 6 février 2018, jusqu'à sa mort en 2022.
Avant de rejoindre la CIJ, Cançado Trindade est juge à la Cour interaméricaine des droits de l'homme de 1994 à 2006. Il effectue deux mandats à sa présidence, de 1999 à 2004.
Cançado Trindade est également un éminent universitaire et un écrivain prolifique.

## Éducation et carrière
Il est professeur de relations internationales et de droit international à l'Université de Brasilia (en 1978) et à l'Académie diplomatique Rio Branco du Brésil (en 1979). Il a un LL. D. en droit international (1977), de l'Université de Cambridge, Royaume-Uni, avec une thèse sur « Développements de la règle de l'épuisement des recours internes en droit international », un LL.M. en droit international, de l'Université de Cambridge (1973) et un LL.B. en droit, de l'Université fédérale du Minas Gerais (Premier prix de droit civil, 1969)
Cançado Trindade est également chargé de cours à l'Académie de droit international de La Haye, aux cours de droit international du Comité juridique interaméricain de l'OEA, à l'Institut international des droits de l'homme (Strasbourg) et à l'Institut interaméricain des droits de l'homme (San José, Costa Rica). Il est professeur invité dans diverses universités, parmi lesquelles l'Université Columbia (1998) et l'Institut des Hautes Études Internationales (Université Panthéon-Assas, sessions de 1988-1989). Il est membre du Curatorium de l'Académie de droit international de La Haye jusqu'à sa mort. Il est aussi professeur à l'Institut néerlandais des droits de l'homme (SIM) de l'Université d'Utrecht.
Avant sa nomination à la Cour internationale de Justice, il est juge à la Cour interaméricaine des droits de l'homme de 1994 à 2008, dont deux mandats en tant que président de 1999 à 2004, et occupe plusieurs postes dans d'importantes organisations internationales. Cançado Trindade est l'auteur de 52 livres et d'environ 680 monographies, contributions à des livres, essais et articles sur le droit international.